# 아우디 Q7
아우디 Q7(Audi Q7)은 아우디의 준대형 스포츠 유틸리티 자동차, SUV로, 차명에서 알 수 있듯이 Q5와 Q8의 사이에 위치한다.

## 1세대(4L)

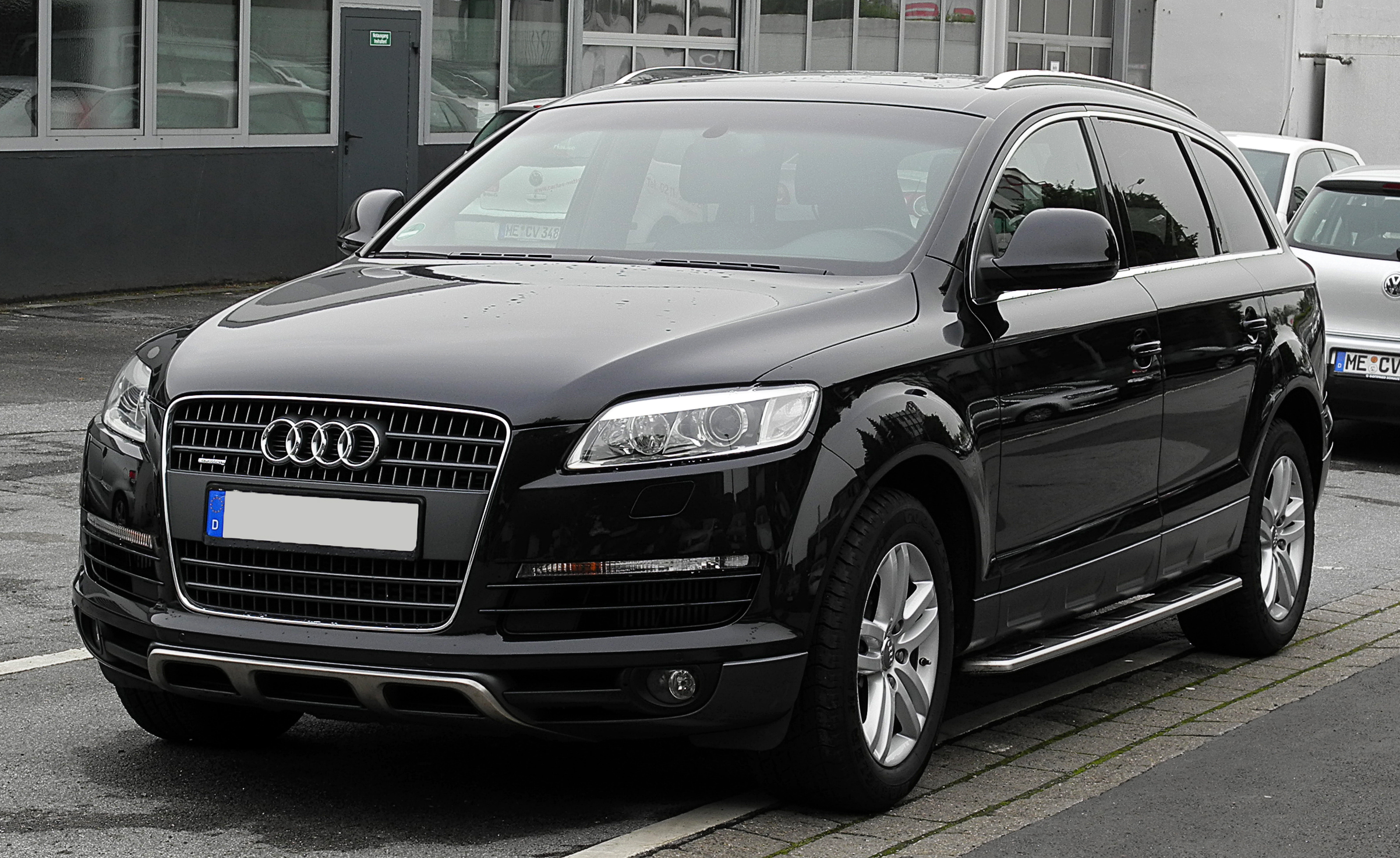
아우디 Q7(전기형) 정측면

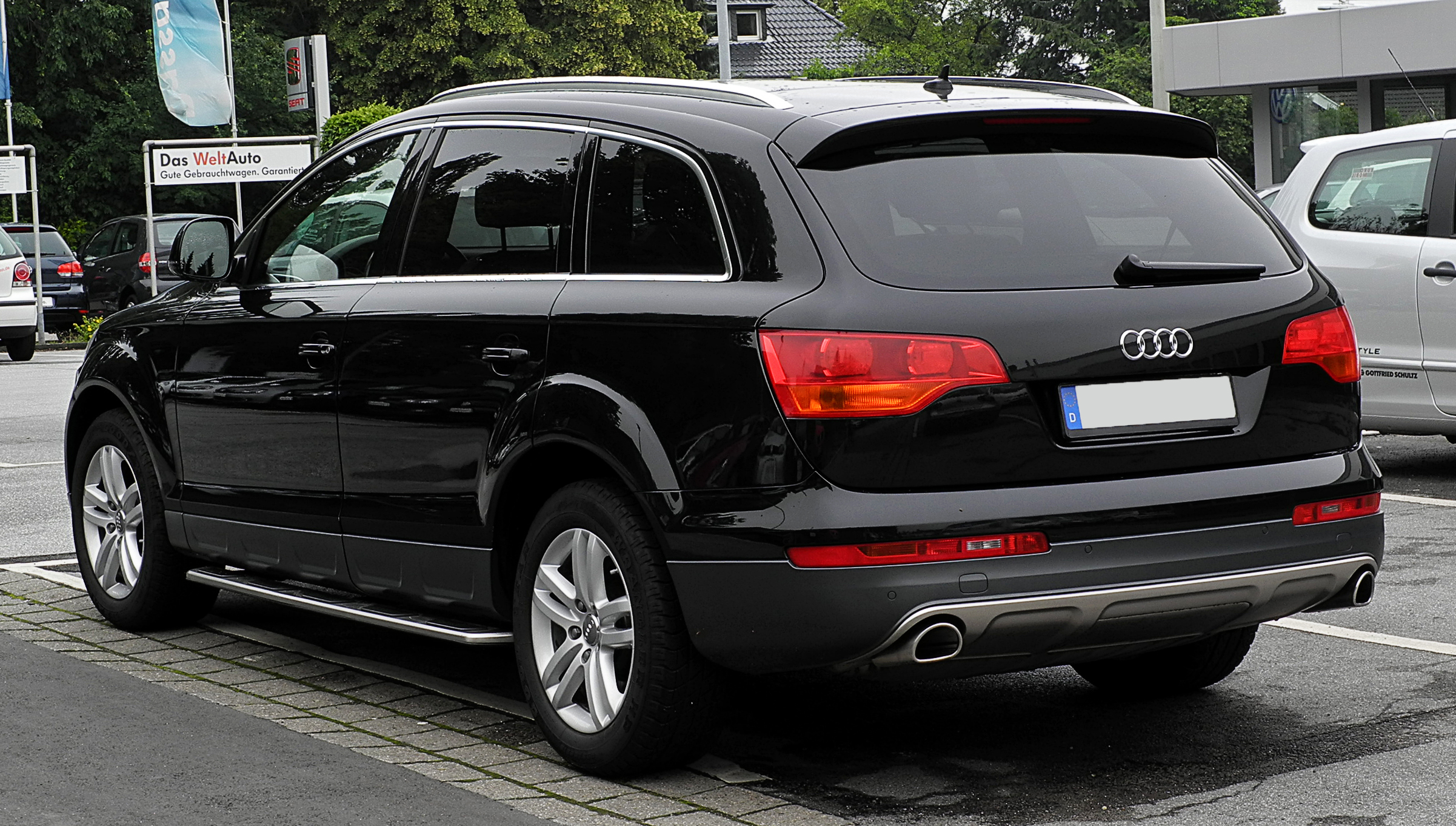
아우디 Q7(전기형) 후측면

2003년에 공개된 컨셉트 카인 파이크스 피크 콰트로를 기반으로, 양산형은 2005년에 처음 공개되어 그해 출시되었다. 대한민국에서는 2006년 7월 30일에 V6 3.0ℓ TDI 디젤과 V8 4.2ℓ FSI 가솔린이 선보였으나, 디젤이 주력이 되어 V8 4.2ℓ FSI 가솔린은 이후 V8 4.2ℓ TDI 디젤로 교체되었다. 포르쉐 카이엔과 폭스바겐 투아렉처럼 상용 밴인 폭스바겐 트랜스포터의 플랫폼을 가져와 슬로바키아 브라티슬라바 현지 공장에서 생산한다. 대한민국에는 6+1인승으로 승인을 받았다. 아우디의 자랑인 4륜구동(콰트로) 시스템, 파노라마 선 루프 등이 적용되었고, 국가에 따라 5인승(2열 시트) 외에 카이엔이나 투아렉에는 없는 6인승(3열 시트), 7인승(3열 시트)도 선택할 수 있다. 대한민국에서 판매되는 아우디 중에서는 최초로 한글 멀티미디어 인터페이스 메뉴를 적용해 편리성에 기여했다. 미국의 NHTSA에 의해 가장 안전한 SUV로, 독일의 자동차 전문지 아우토 모터 운트 스포츠에 의해 최고의 차로 선정되었다. 2009년에 헤드 램프에 LED 라이트를 적용하는 등 일부 디자인이 변경되었다. 2014년 2세대 모델이 공개되면서 무게가 가벼워지면서 강력한 모습으로 출시되었다.

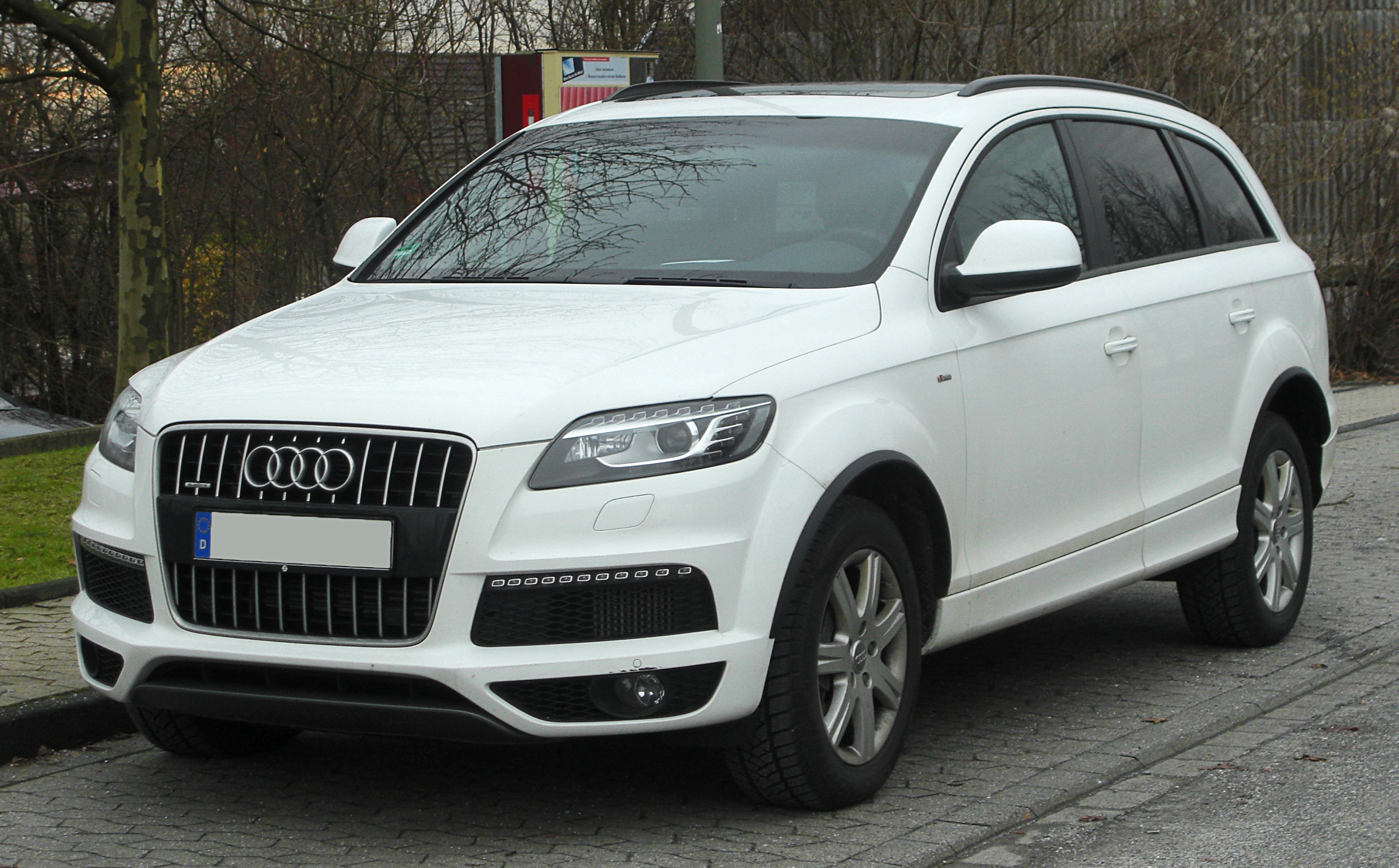
아우디 Q7(후기형) 정측면
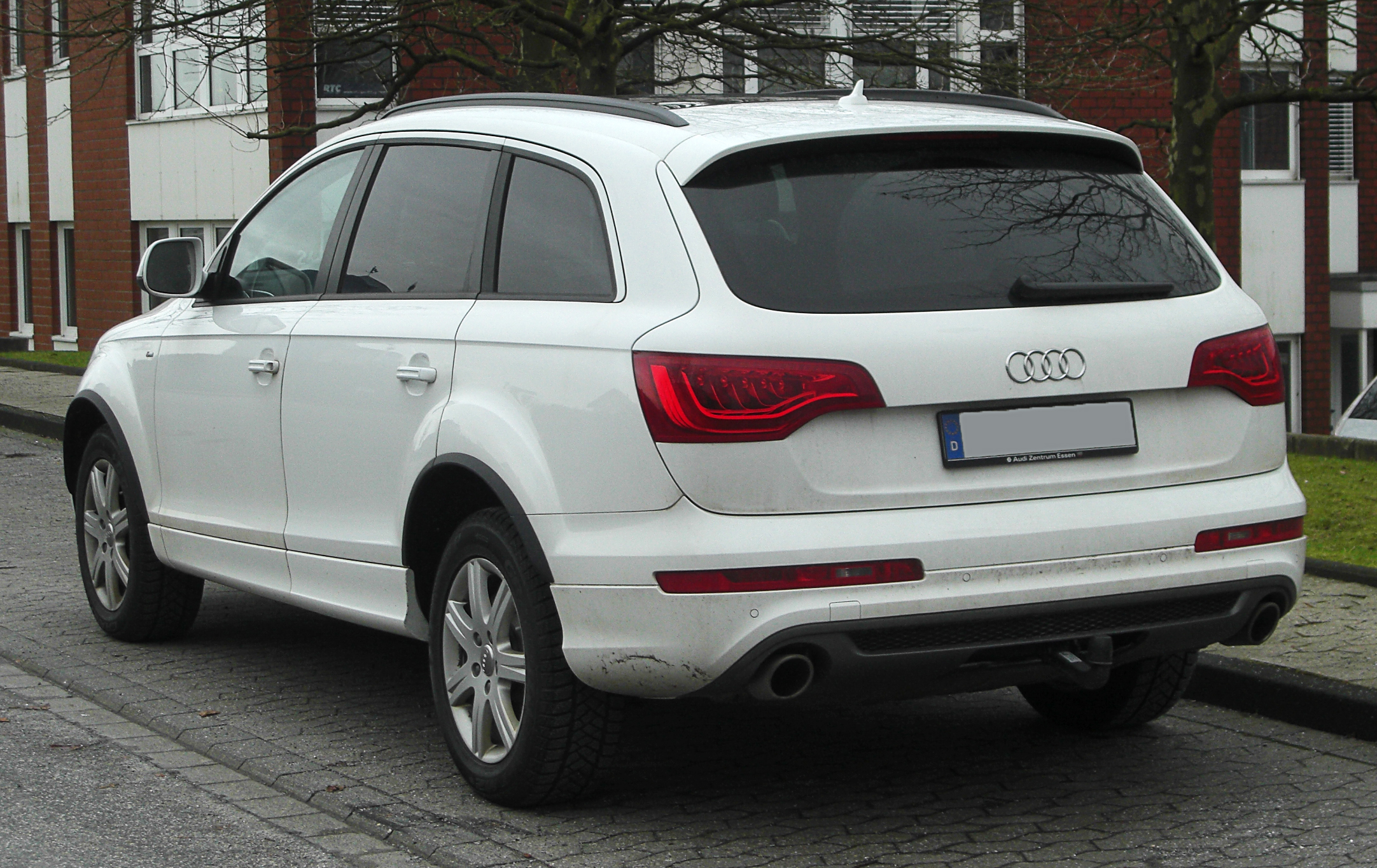
아우디 Q7(후기형) 후측면

## 2세대(4M)

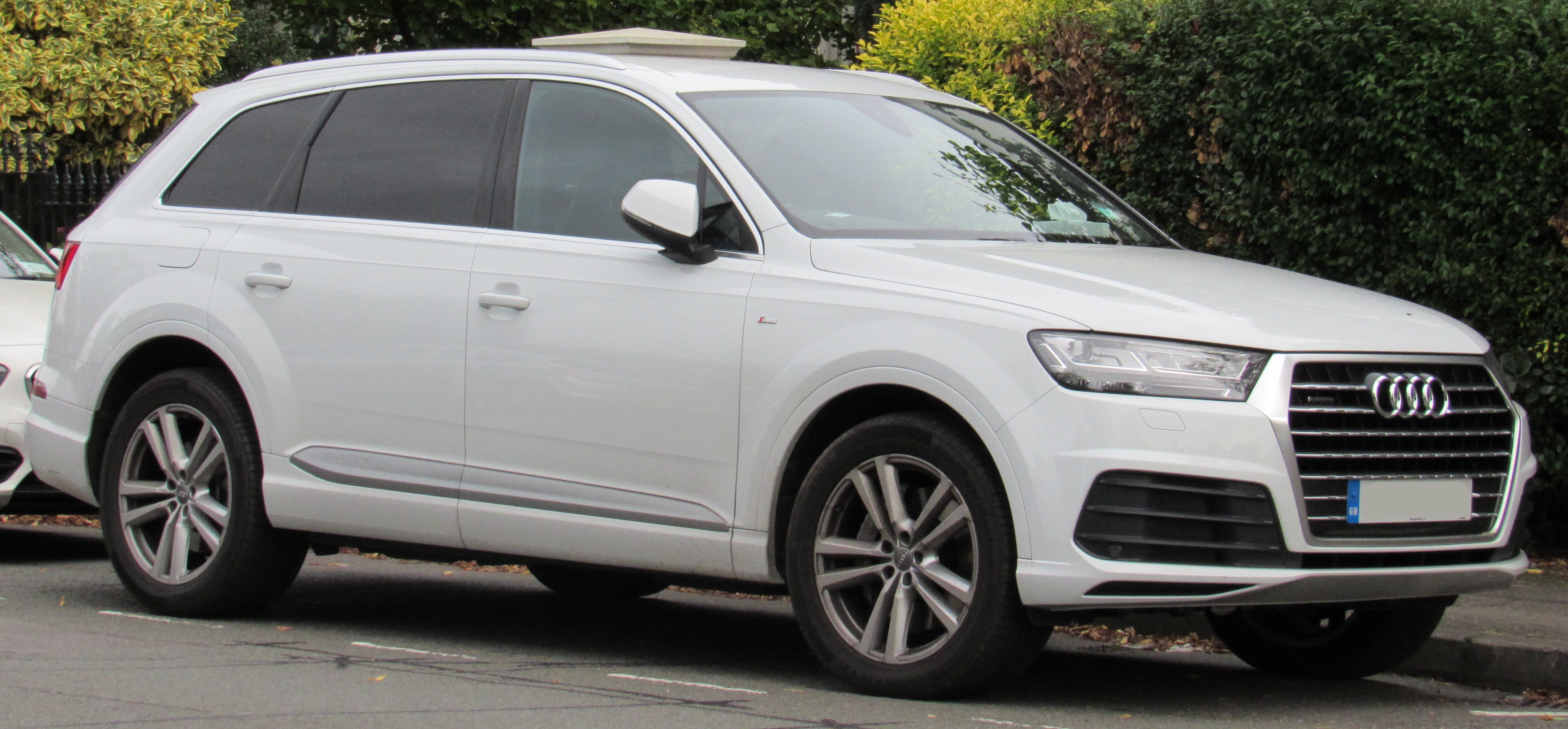
아우디 Q7 정측면

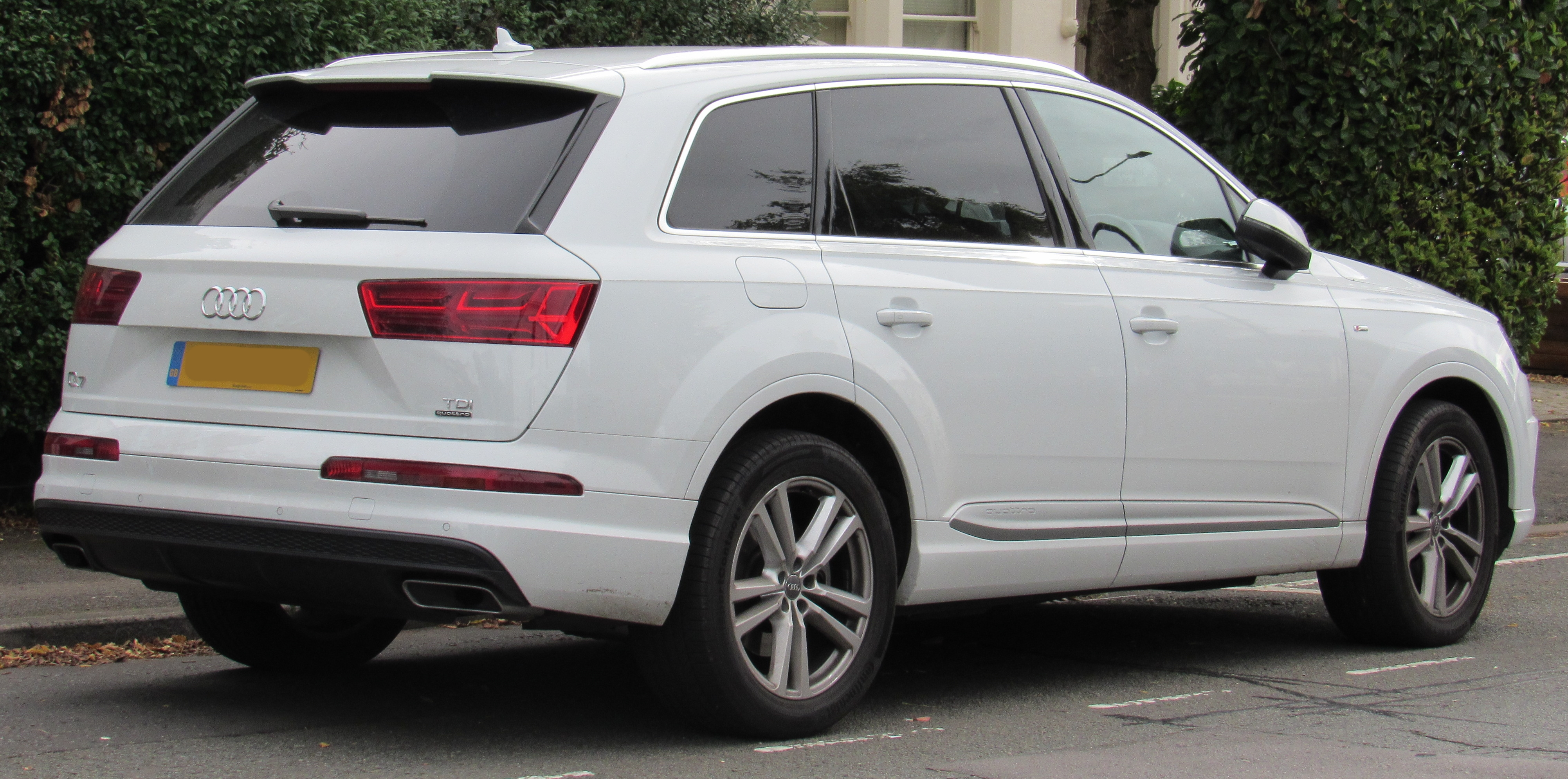
아우디 Q7 후측면

2015년에 개최된 북미 국제 오토쇼에서 처음 공개되었다. 1세대보다 차체 크기와 차체 중량을 줄이고, 저중심 설계로 인해 민첩함을 높였다. 대형 올인 터치 패드와 자연어 음성 명령, 아우디 버추얼 콕핏을 자랑하는 아우디만의 차세대 MMI가 장착되었으며, 애플 카 플레이와 안드로이드 오토 소프트웨어와 연결 가능한 스마트폰 인터페이스 및 뒷 좌석 탑승자를 위한 태블릿이 탑재되었다. 이 차량은 우리나라 충돌 테스트에서 안전벨트 프리텐셔너가 제외되어 국내 사고 실험 결과 70.4%. 즉, 5등급을 혼자 받았다.